# Чучуєнь
Чучуєнь (рум. Ciuciuieni) — село у Синжерейському районі Молдови. Адміністративний центр однойменної комуни, до складу якої також входить село Брежень.

## Населення
За даними перепису населення 2004 року у селі проживали 947 осіб.
Національний склад населення села:
| Національність   | Кількість осіб | Відсоток   |
| ---------------- | -------------- | ---------- |
| молдавани румуни | 918 2          | 96,9% 0,2% |
| українці         | 18             | 1,9%       |
| росіяни          | 8              | 0,8%       |
| гагаузи          | 1              | 0,1%       |
| Всього           | 947            | 100%       |